# Palác Spišské komory
Palác Spišské komory je budova v Košicích stojící na Hlavní ulici 68.

## Historie
Původně šlo o měšťanský dům, později se zde usídlilo ředitelství Spišské komory. V roce 1934 bylo rozhodnuto o asanaci převážné části budovy a výstavbě nové pro potřeby finančního ředitelství. Projekt nového ředitelství vypracoval český architekt působící v Košicích Rudolf Brebta. Ten navrhl umístit fragment ze středu původní budovy na severní okraj parcely nového paláce. 24. září 1935 byl v základech zbourané budovy objeven Košický zlatý poklad sestávající ze 2 920 kusů zlatých mincí, tří zlatých medailí a 590 gramové renesanční řetězy, který zde pravděpodobně ukryli v 17. století, v období kuruckých povstání, měšťané Košic.
Poklad byl do roku 1970 součástí expozitáři Národního muzea v Praze. Dnes je uložen v podzemním trezoru Východoslovenského muzea v Košicích.